# Деннгеріц
Деннгеріц (нім. Dennheritz) — громада в Німеччині, розташована в землі Саксонія. Входить до складу району Цвікау. Складова частина об'єднання громад Кріммічау-Деннгеріц.
Площа — 13,35 км2. Населення становить 1286 ос. (станом на 31 грудня 2020).

## Галерея

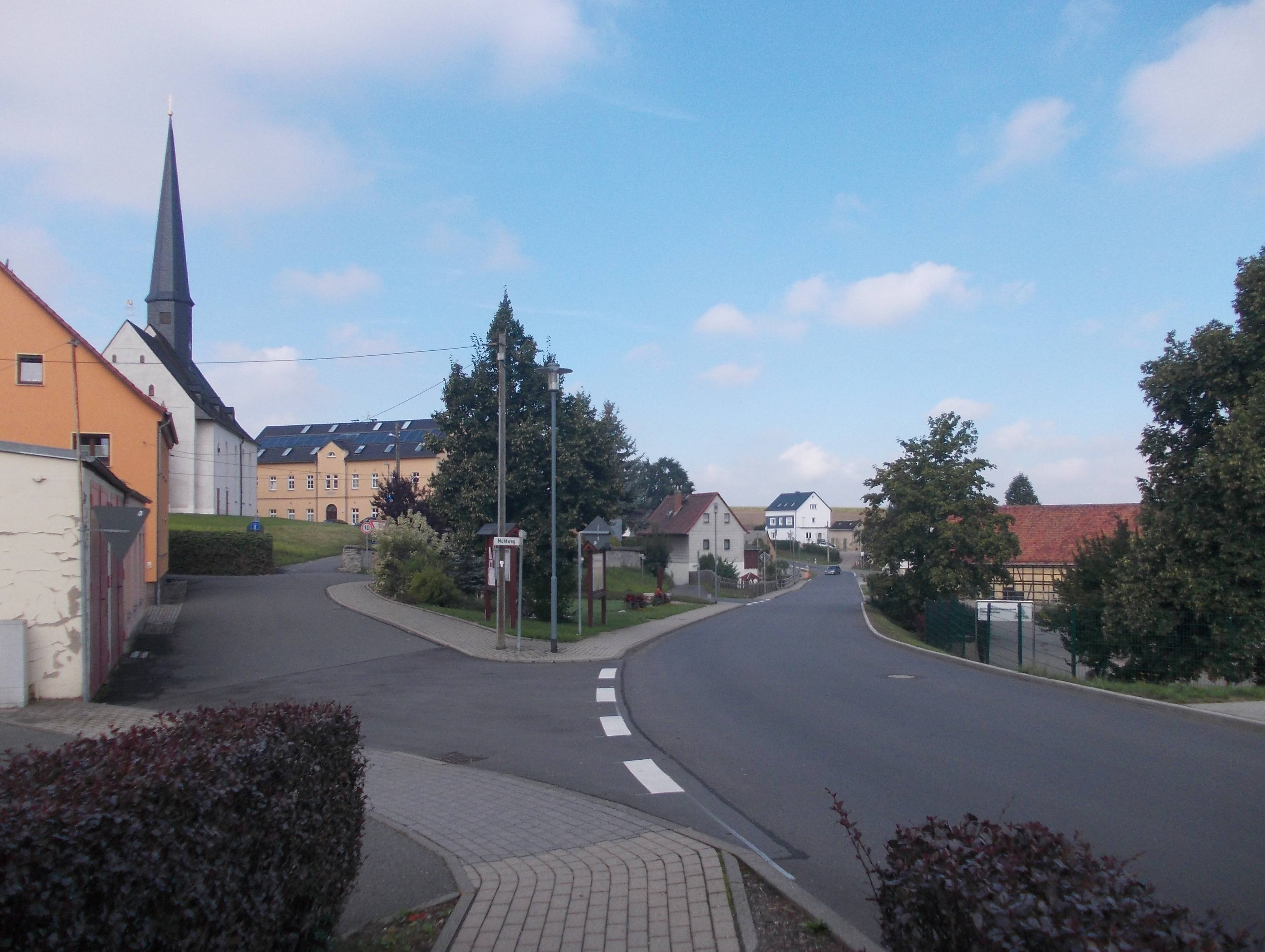
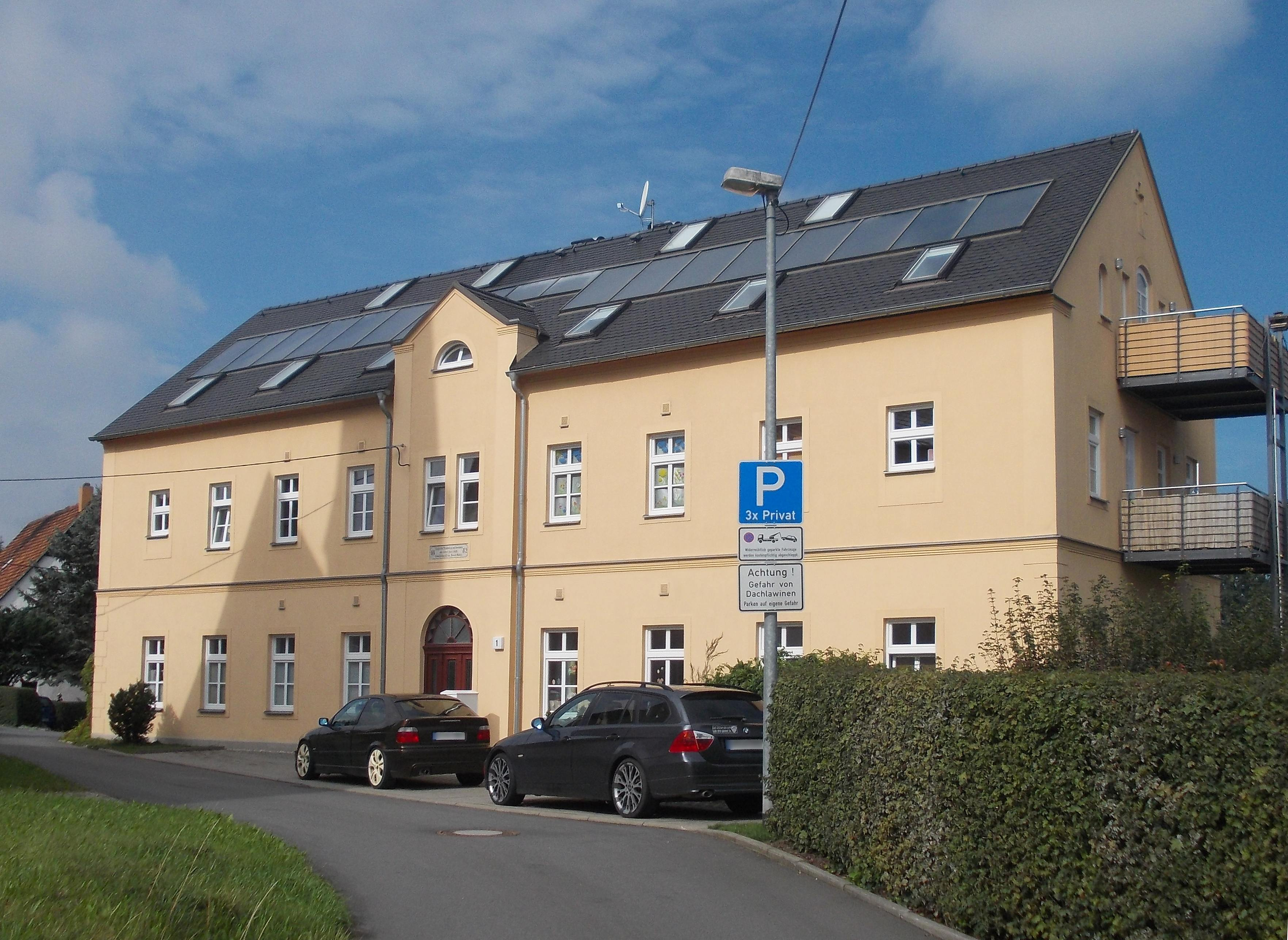